# Série 82 SNCB
La série 82 est une série de locomotives diesel de manœuvre de la SNCB.

## Historique
Après la Seconde Guerre mondiale, les moyens de traction à la SNCB sont composés d'une majorité de locomotives à vapeur ayant survécu au conflit. La traction diesel a toutefois pu évoluer grâce notamment à l'expérience acquise dans la marine de guerre. La différence de coût de fonctionnement est telle que la SNCB accélère le remplacement des machines à vapeur en multipliant les commandes de locomotives diesel.
Une nouvelle génération de locomotives diesel, prenant compte de l’expérience acquise avec les modèles précédents et possédant un maximum d’éléments en commun fut commandée au  tandem ayant assemblé la série 80 : la Brugeoise et Nivelles (qui a depuis été acquis par le groupe canadien Bombardier Transport), et les Ateliers Belges Réunis. 
Deux modèles de puissance différente mais techniquement très proches furent commandés
- La Série 273, à moteur Cockerill de 550 kW, destinées aux manœuvres lourdes et aux dessertes locales
- La Série 262, à moteur ABC de 480 kW, surtout destinées aux manœuvres nécessitant moins de puissance

Les premiers exemplaires sont livrés en 1965. 
La construction de ces locomotives fut partagée entre les Ateliers Belges Réunis (ABR) pour les 262.001 à 262.040 et 262.046-262.055 et La Brugeoise & Nivelles (BN) pour les 262.041-262.045.
En 1971, ces locomotives furent renumérotées 8201 à 8255.
Une seconde tranche, numérotée 8256 à 8275, fut construite par La Brugeoise & Nivelles en 1973. Elles étaient identiques à la première tranche.
Les circulations en double traction étaient fréquentes dans le Port d'Anvers entre le triage d’Anvers-Nord et les quais du port. Pour ne plus à avoir à employer un conducteur par locomotive, la SNCB décida d’installer un équipement permettant la marche en unité multiple sur les 8260 à 8271. À terme, toutes les 82 de la seconde tranche, affectées à Anvers, reçurent cet équipement.

### La 8275
La 8275, alors en réparation après un accident, bénéficia d’une transformation plus radicale : bien que les manœuvres en unité multiple aient simplifié la procédure, elles imposaient au conducteur de changer de locomotive en cas de changement de sens pour garder une visibilité sur la voie. Pour y remédier, la 8275 fut transformée avec entre-autres :
- le démontage de la cabine de conduite
- l’installation des équipements de conduite dans une plate-forme de conduite disposée sous un capot coulissant
- la création d’une nouvelle armoire électrique
- l’installation d’un dispositif permettant la marche en unité multiple

Elle fut ainsi transformée en locomotive sans cabine mais toujours pourvue d’un moteur et capable de circuler indépendamment (uniquement pour le garage au dépôt), ce n’était donc pas un truck moteur comme les TC 61100.
Le résultat ne fut pas convaincant car en cas de circulation avec la machine sans cabine en première position, la visibilité restait mauvaise et le conducteur ne pouvait même plus changer de cabine.
Par conséquent, aucune autre locomotive ne fut transformée de la sorte et cette locomotive dénommée "het kalf" ou "le veau", toujours accompagnée d’une locomotive alors dénommée "la vache", resta un exemplaire unique.
Sa remise au type ne fut pas pratiquée car trop onéreuse et elle fut radiée après une collision avec un camion en 2002 et démolie.

## Services effectués
On les voyait dans les gares de triage pour les manœuvres légères, parfois utilisées par deux pour les services lourds. Elles assuraient également les manœuvres des rames de voyageurs dans les gares ou des locomotives en atelier.
Elles prirent le relai des locomotives série 80, série 84), série 85 ou série 92 à leur mise hors-service.
On a aussi pu les voir sur des trains de travaux et la desserte d’industries. Rôle souvent donné aux Série 73, plus puissantes.
Avec la revente de certaines machines après leur mise hors-service par la SNCB, on peut les voir sur d’autres services : 
- Depuis début 2012, deux locomotives de la série 82 appartenant à OSR assurent la desserte de la carrière de Marche-lez-Dames
- En 2016, deux autres locomotives d'OSR (8211 et 8214) circulent sur le réseau ferré du Port autonome de Strasbourg. sont désormais hors-service

## Fin de carrière et revente
Les changements en matière de transport des voyageurs et des marchandises et la disparition de nombreux services ont fortement réduit le besoin en locomotives de manœuvres au cours des dernières décennies. Les séries les plus anciennes ont disparu en premier.
Fin des années 1990, la SNCB doit prévoir le remplacement de nombreuses séries de locomotives diesel de ligne et de manœuvre livrées entre 1955 et 1965. L'électrification de la plupart des lignes, et la diminution importante du trafic diffus, et donc des tâches de triage motivent la SNCB à choisir un matériel polyvalent pour remplacer à la fois les locomotives de ligne et celles encore nécessaires pour les manœuvres. Un long processus de marché public attribuera à Siemens la livraison de la série 77. Leur livraison au début des années 2000 induira la mise à la retraite des séries 73 et 82 entre 2002 et 2010.
Toutes les locomotives série 82 n’ont pas été démolies et plusieurs sont désormais employées par des opérateurs privés y compris hors de la Belgique.
- Les 8204 et 8261 ont été vendues à la société Pacot
- Les 8210, 8211, 8214 à 8217, 8226, 8234, 8235, 8237, 8248, 8263, 8254, 8267 et 8269 à 8271 ont été vendues à On Site Rail (en France)
- Les 8209, 8246, 8247 et 8273 ont été vendues à Inter Ferry Boat (IFB) puis à OSR tandis que les 8244 et 8249 sont désormais hors-service

## Préservation
Les machines préservées sont :
- La 8204 a été transférée au CFV3V (par camion) le 5 juillet 2022.
- La 8213 appartenait au chemin de fer touristique Kolenspoor (qui n'existe plus depuis quelques années déjà!).
- La 8219 fait partie des collections historiques de la SNCB (Train World).
- La 8228, d’abord vendue à OSR, a ensuite été rachetée par le Chemin de fer à vapeur Termonde - Puurs (SDP).
- Les 8263 et 8269 préservées par un particulier.